# Evangelische Kirche (Geilshausen)

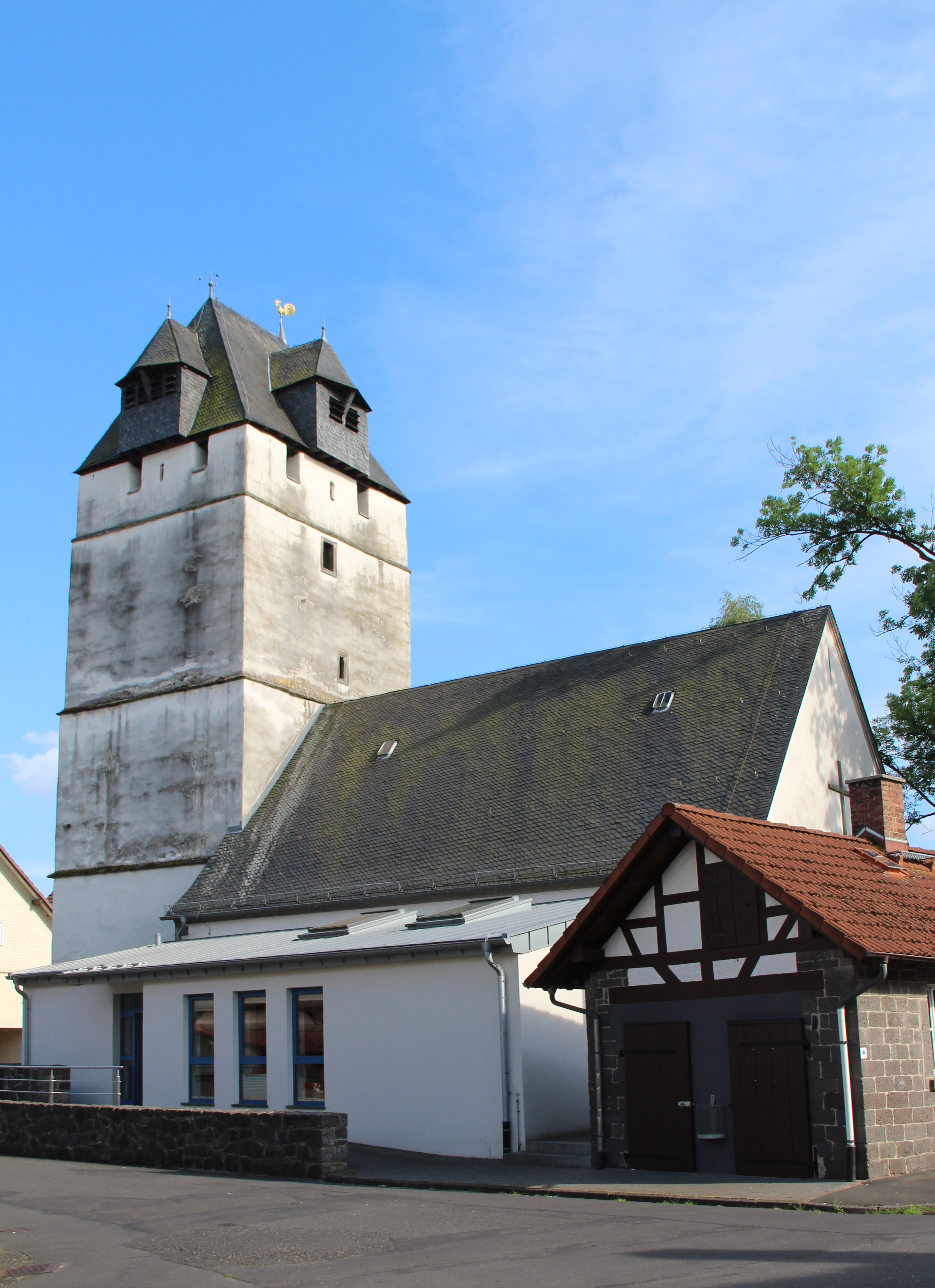
Kirche von Nordwesten

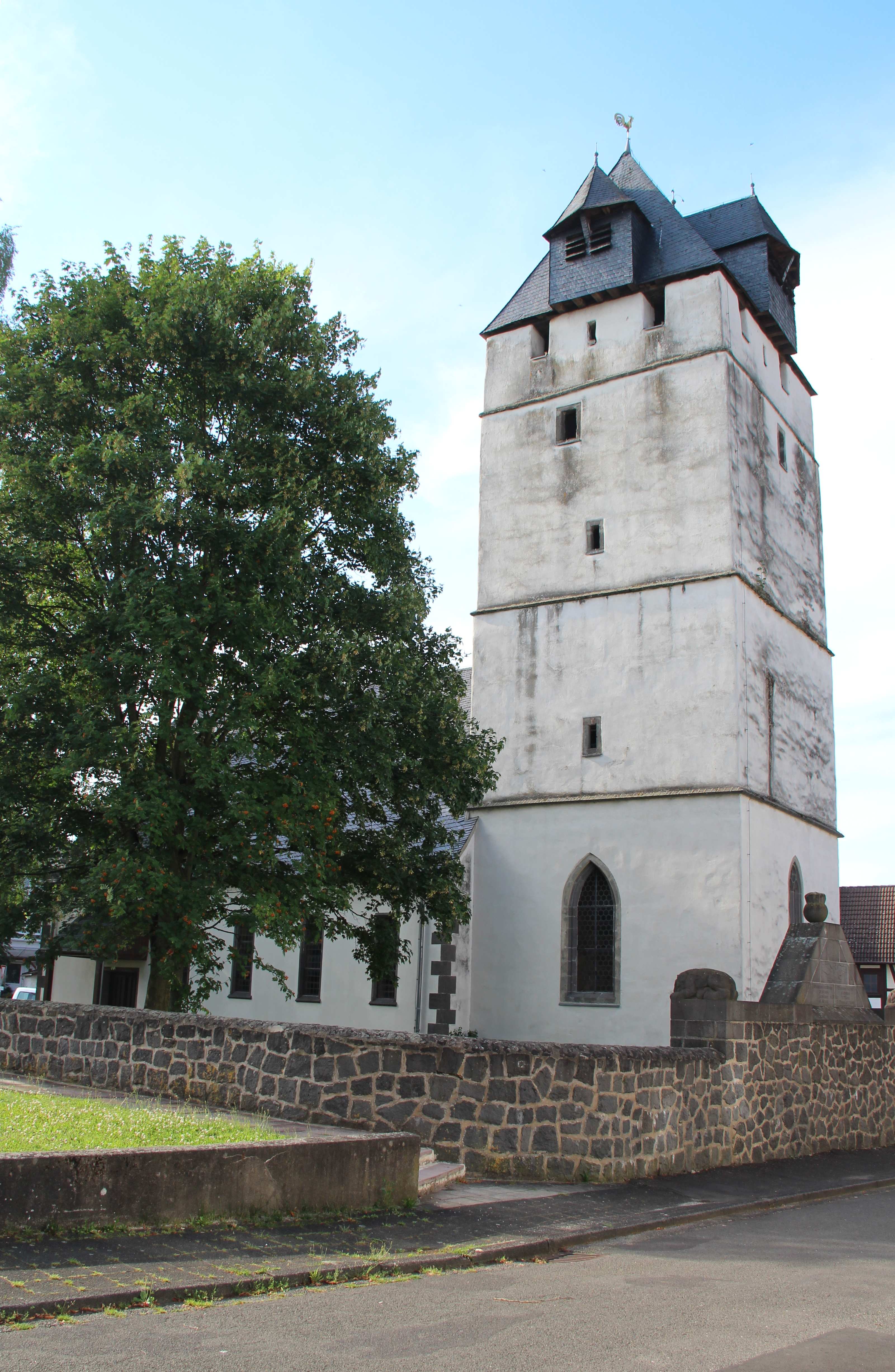
Kirche von Südosten

Die Evangelische Kirche in Geilshausen, einem Ortsteil der Gemeinde Rabenau im Landkreis Gießen (Hessen), ist eine Saalkirche von 1953 mit einem gedrungenen gotischen Chorturm aus dem 15. Jahrhundert. Der Turm erreicht eine Höhe von 21 Metern und hat wehrhaften Charakter. Ein Wehrgang mit Zinnen und vier Pechnasen verleiht dem hessischen Kulturdenkmal sein charakteristisches Aussehen.
Die Kirchengemeinde gehört zum Dekanat Gießener Land in der Propstei Oberhessen der Evangelischen Kirche in Hessen und Nassau.

## Geschichte
Im Mittelalter gehörte Geilshausen zum Londorfer Sendbezirk und war kirchlich dem Archidiakonat St. Stephan in der Erzdiözese Mainz zugeordnet. Die Kirche unterstand dem Patrozinium des heiligen Nikolaus. Mit Einführung der Reformation wechselte Geilshausen zum evangelischen Bekenntnis. Die Kirche war 1577 und später bei Londorf, seit 1925 bei Odenhausen eingepfarrt.
Nach schweren Schäden im Dreißigjährigen Krieg erfolgte 1667 eine Reparatur der Kirche, bei der sie „wieder in guten Baw gebracht“ wurde. Eine weitere Renovierung von Kirche und Turm ist für das Jahr 1826 bezeugt.
Im 18. Jahrhundert wurden in der evangelischen Kirche die Heiligen Katharina, Margareta und Nikolaus verehrt, letzterer noch im 20. Jahrhundert.
Das mittelalterliche Langschiff wurde in den 1950er Jahren durch ein größeres ersetzt. In diesem Rahmen wurden der Chorraum renoviert, die Orgelempore entfernt und die Orgel auf die Westempore umgesetzt sowie die mittelalterlichen Malereien im Chor durch Kirchenmaler Faulstich freigelegt.

## Architektur

Malereien am Chorgewölbe

Überwölbter Chor

Die geostete Kirche ist an der Grünberger Straße im Ortszentrum inmitten eines befestigten Kirchhofs errichtet, dessen Mauer in den 1950er Jahren versetzt wurde. Sie besteht aus zwei Baukörpern, dem mittelalterlichen Chorturm im Osten und dem westlich angebauten Langhaus des 20. Jahrhunderts. Als Baumaterial wurde Bruchsteinmauerwerk verwendet, für die Gesimse, Maßwerk und Eckquaderung Lungstein.
Der mächtige, wehrhafte Turm auf quadratischem Grundriss ist einer der spätesten gotischen Chortürme im Landkreis, wohl Ende des 15. Jahrhunderts. Er wird durch umlaufende Gesimse in drei unterschiedlich hohe Geschosse gegliedert, die sich nach oben leicht verjüngen. Ursprünglich war der Wehrturm nur über den Dachstuhl des Kirchenschiffs zugänglich. Der abschließende Wehrgang weist breite Zinnen auf, zwischen denen zwei Scharten angebracht sind. Zudem hat die breite mittlere Zinne eine weitere, schmale Scharte. Durch den Turmaufbau erscheinen die Zinnen heute wie Schlitzfenster. Das steile Walmdach hat als Gauben vier an den Traufen vorstehende, verschieferte Pechnasen. Zu Verteidigungszwecken wurden sie als Fußscharten nach unten geöffnet und dienten dazu, Angreifer mit siedendem Wasser oder Öl zu übergießen. Die Chorhalle ist vermutlich älter als der Turmaufbau. Sie hat ein Kreuzrippengewölbe mit gekehlten Rippen, die in einem Schlussstein enden, der mit einem Kopf und Blattwerk belegt ist. Ein spitzbogiges, zweibahniges Maßwerkfenster mit Nonnenköpfen in der Ostseite stammt aus dem 15. Jahrhundert und ein schlichtes Spitzbogenfenster in der Südseite aus dem 16. Jahrhundert. Die Nordseite ist fensterlos. In der Ost-, Süd- und Westseite ist im dritten Geschoss je ein kleines Fenster mit geradem Sturz eingelassen. Die Südseite hat im zweiten und dritten Geschoss Schlitze.
Die gegenüber dem Turm außen schmalere und von innen breitere Rechteckkirche wird durch ein Satteldach abgeschlossen und durch Rechteckfenster im Westen und Süden belichtet. Der rechteckige Eingang befindet sich an der Südseite und hat ein kleines Vordach. Später wurde an der Nordseite ein niedriger Anbau mit einem flachen Pultdach vorgelagert, in dem Gemeinderäume untergebracht sind. Der Anbau hat Rechteckfenster und ermöglicht den Durchgang in die Kirche.

## Ausstattung

Innenraum Richtung Osten

Innenraum mit Blick nach Westen

An den Wänden und Gewölben im Chor sind Reste von Malereien aus der zweiten Hälfte des 15. Jahrhunderts erhalten. Sie zeigen im Sockelbereich der Nordwand Engel und Heilige, unter ihnen Maria mit dem Kind, in der nördlichen Gewölbekappe das Jüngste Gericht mit Himmelpforte und Höllenschlund und an den Wänden Szenen aus der Passion Jesu, die durch Quaderbemalung gegliedert werden. Dargestellt werden der Garten Gethsemane, der Judaskuss und die Gefangennahme, Jesus vor Pilatus oder dem Sanhedrin, Dornenkrönung, Kreuztragung, Kreuzigung, Kreuzabnahme und Beweinung. Der Schlussstein ist mit einem Christuskopf belegt, der von Weinlaub umgeben ist.
Des Weiteren finden sich fünf geflügelte Putti des 18. Jahrhunderts in der Gewölbemitte und am Spitzbogen der Wand. In der Südostecke sind zwei viereckige Nischen eingelassen, die darauf hinweisen, dass der Fußboden ursprünglich ein Meter tiefer gelegen war. Der parabelförmige, mehrfach veränderte Triumphbogen weist Quaderbemalung auf und öffnet den Chor zum Schiff. Er war ursprünglich rundbogig und wurde vermutlich im Zuge des Einbaus der Orgel in der Mitte unregelmäßig hochgezogen. Seine Pfeiler sind gefast. Die unteren Kämpfer sind verkröpft und haben Platten über Schräge, die oberen Kämpfer sind nicht verkröpft. Auf dem Blockaltar aus rotem Sandstein im Chor steht ein hölzernes Kruzifix des Dreinageltypus.
Der Chorraum ist gegenüber dem Schiff um eine Stufe erhöht. In beiden Baukörpern ist der Fußboden mit roten Sandsteinplatten belegt, im Bereich des Gestühls mit einem Holzfußboden. Das Langhaus wird von einer flach gewölbten Holztonne abgeschlossen. Die holzsichtigen Ausstattungsgegenstände im Langschiff sind neu. Die Brüstungen der Winkelempore werden durch profilierte Leisten verziert. Sie ruht im Norden auf vierseitigen Betonstützen und trägt auf der unteren Blende eine Inschrift mit dem Bibelwort aus 1 Kor 3,11 . Der westliche Bereich ist unten abgetrennt und hat einen Nebenraum, der mit dem Schiff verbunden werden kann. Die Westempore ist über einen separaten Treppenaufgang zugänglich und dient als Aufstellungsort für die Orgel. Im unteren Abschluss hat sie eine Inschrift aus Eph 5,2  hat. Ein Kanzelaufgang führt zur dreiseitigen Kanzel, deren Felder wie die Emporen durch profilierte Leisten verziert werden. Das schlichte Kirchengestühl lässt einen Mittelgang frei.

## Orgel

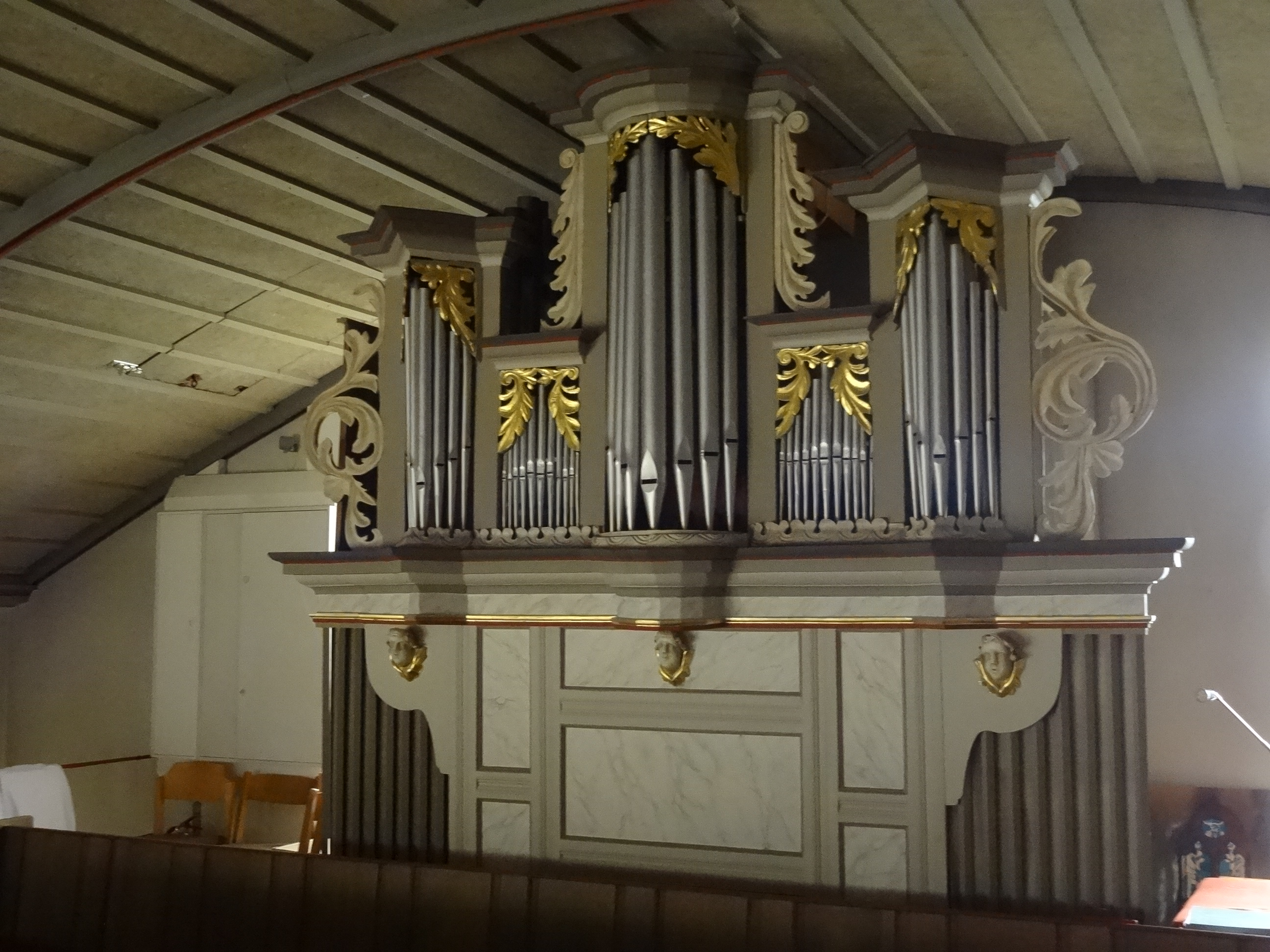
Link-Orgel hinter historischem Prospekt

Dem Saalbuch von 1741 zufolge hatte die Kirche zu diesem Zeitpunkt noch keine Orgel. 1805 erwarb die Gemeinde eine gebrauchte Orgel unbekannter Herkunft, die entsprechend dem Schnitzwerk aus der ersten Hälfte des 18. Jahrhunderts stammt. Bis 1956 fand sie auf einer Empore hinter dem Altar im Chor ihren Aufstellungsort. Das Instrument ist äußerlich noch vom Barock geprägt und hat einen Prospektaufbau, der dem „mitteldeutschen Normaltyp“ entspricht. Zwei geschwungene Konsolen an dem schmalen Untergehäuse vermitteln zum breiteren Gehäuseoberteil.  Ein durchlaufendes, profiliertes Untergesims reicht noch über das seitliche Schleierwerk hinaus. Der polygonale, überhöhte Mittelturm wird von zwei niedrigen Flachfeldern flankiert, denen sich außen die beiden Ecktürme anschließen. Die Gebr. Link bauten 1912 hinter dem historischen Prospekt ein neues Orgelwerk mit pneumatischen Kegelladen ein. Das einmanualige Instrument verfügt über sechs Register. Die Disposition lautet wie folgt:
| I Manual C–f3 |    |
| Principal     | 8′ |
| Gedeckt       | 8′ |
| Salicional    | 8′ |
| Octav         | 4′ |
| Rohrflöte     | 4′ |

| Pedal C–d1 |     |
| Subbass    | 16′ |

- Koppeln: I/I Super, I/P
- Spielhilfe: Tutti